# 18627 Rogerbonnet
18627 Rogerbonnet è un asteroide della fascia principale. Scoperto nel 1998, presenta un'orbita caratterizzata da un semiasse maggiore pari a 2,3682446 au e da un'eccentricità di 0,0740666, inclinata di 9,33151° rispetto all'eclittica.
L'asteroide è dedicato all'astrofisico francese Roger-Maurice Bonnet.